# هيدروبيروكسيل
هيدروبيروكسيل هو شكل من أشكال البروتون من بروتونات الأكسيد الفائق، صيغته الكيميائية هي •HO2 والتي يمكن كتابتها على الشكل •H–O–O.

## التفاعلية
يوجد الهيدروبيروكسيل في حالة توازن في المحاليل المائية مع الأكسيد الفائق -O2 :
−O2- + H2O  HO2 + OH
يُظهر ثابت التوازن pKa في عملية البرتنة / نزع البروتون قيمة مقدارها 4.88؛.